# Ancient Spirit Rising
Ancient Spirit Rising è il quinto album in studio della band epic metal italiana Domine, uscito nel 2007.

## Il disco
È il primo disco dei Domine a distaccarsi dalla mitica saga di Elric di Melniboné per toccare tematiche che si rifanno sia alle classiche influenze medioevali (The Lady of Shalott), sia concentrandosi su riflessioni che riguardano il presente (Another Time, Another place, Another space).
Anche il lato musicale si arricchisce di influenze derivanti dal prog melodico e dall'hard rock adulto, ragionato e ponderato, con riferimenti anche alla musica classica (On the wings of firebird). Non mancano comunque i classici spunti power speed metal tipici del sound della band, come I Stand Alone, l'unica canzone che in qualche modo rimanda alla saga di Elric.

## Tracce
1. The Messenger - 6:24
2. Tempest Calling - 5:59
3. The Lady Of Shalott - 9:14
4. I Stand Alone (After The Fall) - 4:28
5. Ancient Spirit Rising - 9:22
6. On The Wings Of The Firebird - 6:32
7. Another Time, Another Place, Another Space - 7:10
8. Sky Rider - 4:56
9. How The Mighty Has Fallen - 7:42
10. Too Scared To Run (bonus track) -

## Formazione
- Morby - voce
- Enrico Paoli - chitarra
- Riccardo Paoli - basso
- Riccardo Iacono - tastiere
- Stefano Bonini - batteria